# Mario Serandrei
Mario Serandrei est un chef monteur italien, né à Naples le 23 mai 1907, mort à Rome le 17 avril 1966. Il fut occasionnellement assistant réalisateur et scénariste.

## Biographie
Mario Serandrei débute en 1931 comme assistant réalisateur et scénariste sur Cour d'assises, et travaille épisodiquement dans ces deux fonctions jusqu'en 1960, mais, à partir de 1939 et jusqu'à sa mort, il fait l'essentiel de sa carrière comme monteur collaborant, entre autres avec Mario Bava, Valerio Zurlini, Francesco Rosi et surtout Luchino Visconti.

## Filmographie partielle
(comme monteur, sauf mention contraire)
- 1931 : Cour d'assises (Corte d'Assise) de Guido Brignone (assistant-réalisateur et coscénariste)
- 1939 : Une aventure de Salvator Rosa (Un'avventura di Salvator Rosa) d'Alessandro Blasetti
- 1940 : L'Intruse (Abbandono) de Mario Mattoli
- 1941 : La Couronne de fer (La corona di ferro) d'Alessandro Blasetti
- 1941 : L'Enfant du meurtre (Giuliano de' Medici) de Ladislas Vajda
- 1942 : Jour de noces (Giorno di nozze) de Raffaello Matarazzo
- 1943 : Les Amants diaboliques (Ossessione) de Luchino Visconti
- 1943 : Ti conosco, mascherina!, d'Eduardo De Filippo
- 1945 : Jours de gloire (Giorni di gloria), + coréalisateur avec Giuseppe De Santis, Marcello Pagliero et Luchino Visconti (documentaire)
- 1945 : Il sole di Montecassino de Giuseppe Maria Scotese
- 1946 : Malacarne de Pino Mercanti
- 1947 : Ultimo amore de Luigi Chiarini (+ coscénariste)
- 1947 : Chasse tragique (Caccia tragica) de Giuseppe De Santis
- 1947 : Eleonora Duse de Filippo Walter Ratti (coscénariste)
- 1948 : La terre tremble (La terra trema : Episodio del mare) de Luchino Visconti
- 1949 : Au-delà des grilles (Le mura di Malapaga) de René Clément (coproduction franco-italienne)
- 1949 : Fabiola d'Alessandro Blasetti
- 1949 : Le Chevalier de la révolte (Vespro siciliano)
- 1950 : Fra Diavolo (Donne i briganti) de Mario Soldati
- 1950 : Toselli (Romanzo d'amore) de Duilio Coletti
- 1950 : Police en alerte (I falsari) de Franco Rossi
- 1950 : Sa Majesté monsieur Dupont (Prima comunione) d'Alessandro Blasetti
- 1951 : Le Fils de personne (I figli di nessuno) de Raffaello Matarazzo
- 1952 : Amour et Jalousie(La fiammata), d'Alessandro Blasetti
- 1952 : Vengeance sarde (Vendetta... sarda) de Mario Mattoli
- 1952 : Chair inquiète (Carne inquieta) de Silvestro Prestifilippo (it)
- 1952 : Le Roman de ma vie (Il romanzo della mia vita) de Lionello De Felice
- 1952 : Heureuse Époque (Altri tempi - Zibaldone n. 1) d'Alessandro Blasetti
- 1952 : Les Chemises rouges (Camicie rosse) de Goffredo Alessandrini (+ coscénariste)
- 1952 : I morti non pagano le tasse de Sergio Grieco
- 1953 : Pain, Amour et Fantaisie (Pane, amore e fantasia) de Luigi Comencini
- 1953 : Larmes d'amour (Torna!) de Raffaello Matarazzo
- 1953 : Spartacus (Spartaco) de Riccardo Freda
- 1954 : Continent perdu (Continente perduto) de Leonardo Bonzi, Enrico Gras et Giorgio Moser
- 1954 : La Pensionnaire (La spiaggia), d'Alberto Lattuada
- 1954 : Café chantant de Camillo Mastrocinque
- 1954 : Senso de Luchino Visconti (non crédité)
- 1954 : Théodora, impératrice de Byzance (Teodora, imperatrice di Bisanzio) de Riccardo Freda
- 1954 : Scandale à Milan (Difendo il mio amore) de Giulio Macchi
- 1954 : Pain, Amour et Jalousie (Pane, amore e gelosia) de Luigi Comencini
- 1955 : Dommage que tu sois une canaille (Peccato che sia una canaglia) d'Alessandro Blasetti
- 1955 : Le Signe de Vénus (Il segno di Venere) de Dino Risi
- 1955 : Il bidone de Federico Fellini
- 1955 : Pain, amour, ainsi soit-il (Pane, amore, e...) de Dino Risi
- 1956 : Les Week-ends de Néron (Mio figlio Nerone) de Steno
- 1956 : Pauvres mais beaux (Poveri ma belli) de Dino Risi
- 1957 : Ces sacrés étudiants (Noi siamo le colonne) de Luigi Filippo D'Amico
- 1957 : Nuits blanches (Le notti bianche) de Luchino Visconti (coproduction franco-italienne)
- 1958 : La Maja nue (The Naked Maja ou La Maja desnuda) d'Henry Koster et Mario Russo (coproduction franco-italo-américaine)
- 1958 : Voyage de plaisir (Camping) de Franco Zeffirelli
- 1958 : Le Défi (La sfida) de Francesco Rosi
- 1959 : La Bataille de Marathon (La battaglia di Maratona) de Jacques Tourneur et Mario Bava
- 1959 : Été violent (Estate violenta) de Valerio Zurlini
- 1959 : Soledad de Mario Cravani, Enrico Gras et Félix Acaso (+ assistant-réalisateur) (coproduction italo-espagnole)
- 1959 : Profession Magliari (I magliari) de Francesco Rosi
- 1959 : Nous sommes tous coupables (Il magistrato) de Luigi Zampa
- 1959 : Hercule et la Reine de Lydie (Ercole e la regina di Lidia) de Pietro Francisci
- 1960 : Hold-up à la milanaise (Audace colpo dei soliti ignoti) de Nanni Loy
- 1960 : Les Nuits du monde (Il mondo di notte) de Luigi Vanzi
- 1960 : Le Masque du démon (La maschera del demonio) de Mario Bava (+ coscénariste)
- 1960 : L'Esclave du pharaon (Giuseppe venduto dai fratelli) d'Irving Rapper et Luciano Ricci
- 1960 : Rocco et ses frères (Rocco e i suoi fratelli) de Luchino Visconti
- 1961 : Hercule contre les vampires (Ercole al centro della terra) de Mario Bava et Francesco Prosperi
- 1961 : Vanina Vanini de Roberto Rossellini
- 1961 : La Planète des hommes perdus (Il pianeta degli uomini spenti) d'Antonio Margheriti
- 1962 : Une histoire milanaise, d'Eriprando Visconti
- 1962 : Journal intime (Cronaca familiare) de Valerio Zurlini
- 1962 : Salvatore Giuliano de Francesco Rosi
- 1962 : Boccace 70 (Boccacio '70), film à sketches, segment Le Travail (Il Lavoro) de Luchino Visconti
- 1962 :  La Flèche d'or (L'arciere delle mille e una notte) d'Antonio Margheriti
- 1962 : La Fille à la valise (La ragazza con la valigia) de Valerio Zurlini
- 1963 : L'Appartement du dernier étage (L'attico) de Gianni Puccini
- 1963 : Main basse sur la ville (Le manni sulla città) de Francesco Rosi
- 1963 : Le Guépard (Il Gattopardo) de Luchino Visconti
- 1963 : La Fille qui en savait trop (La ragazza che sapeva troppo) de Mario Bava
- 1963 : Storie sulla sabbia de Riccardo Fellini
- 1964 : Le Mari de la femme à barbe (La donna scimmia) de Marco Ferreri
- 1964 : Le Château des morts-vivants (Il castello dei morti vivi) de Luciano Ricci et Lorenzo Sabatini
- 1965 : Sandra (Vaghe stelle dell'Orsa) de Luchino Visconti
- 1966 : La Bataille d'Alger (La battaglia di Algeri) de Gillo Pontecorvo
- 1966 : K-17 attaque à l'aube (La spia che viene dal mare) de John O'Burges
- 1966 : Technique d'un meurtre (Tecnica di un omicidio) de Francesco Prosperi
- 1967 : Les Sorcières (Le streghe), film à sketches, segment La Sorcière brûlée vive (La Strega bruciata viva) de Luchino Visconti